# Hjemmefronten

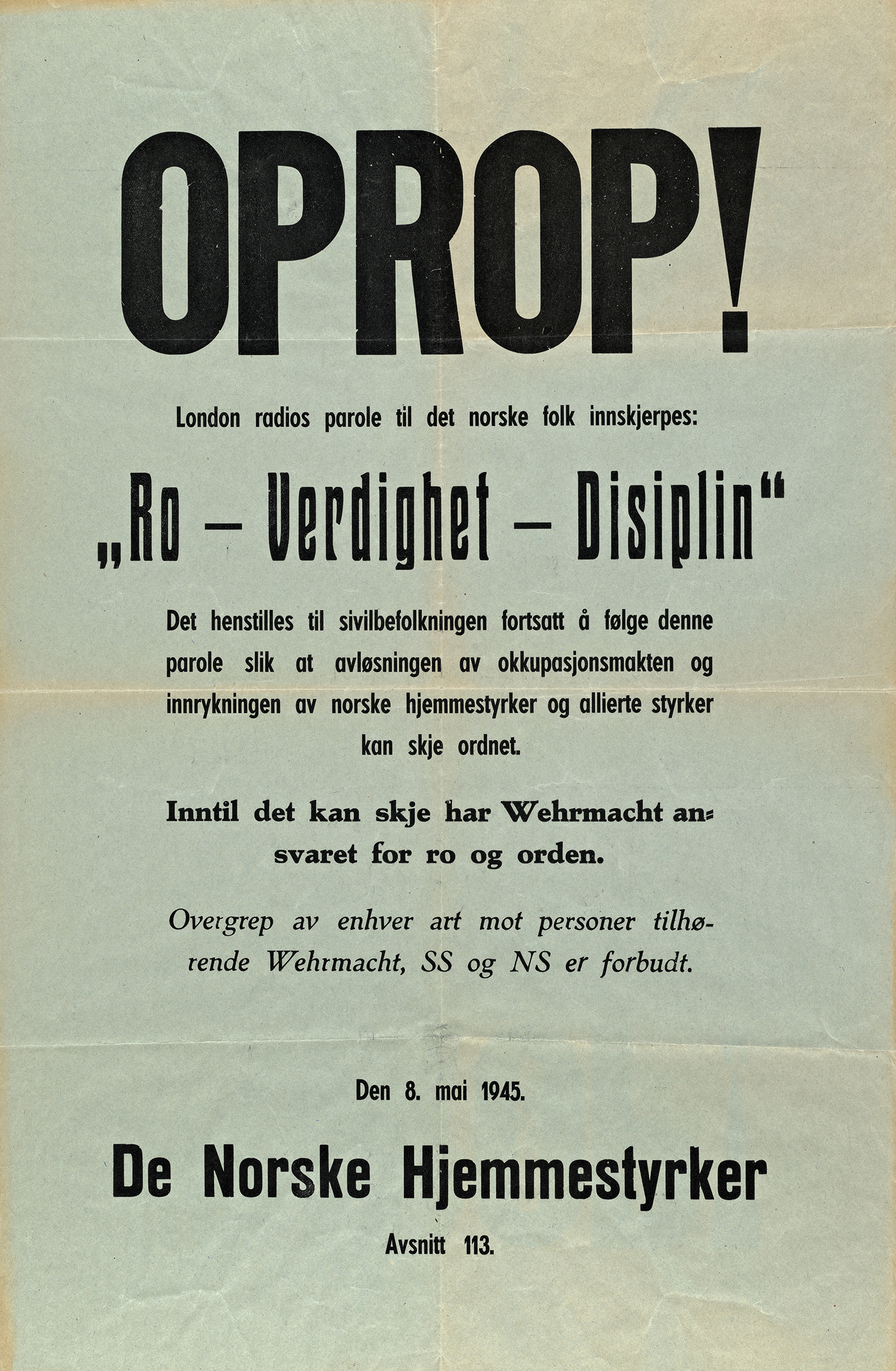
Affisch med uppmaning till "Ro - Verdighet - Disiplin" i samband med tyskarnas kapitulation.

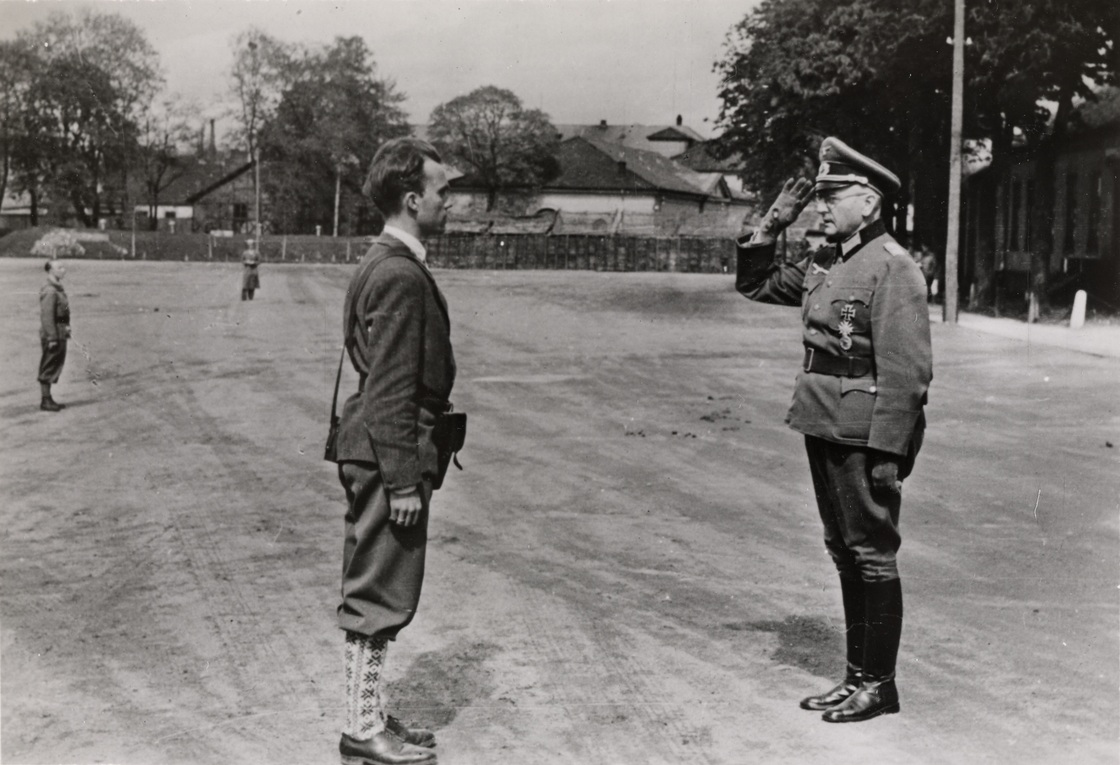
Milorg-fänriken Terje Rollem från Milorg mottar Akershus fästning från den tyske majoren Wilhelm Nichterlein den 11 maj 1945

Hjemmefronten är ett begrepp som omfattar den motståndsrörelse som fanns i Norge under andra världskriget. Hösten 1944 bildades en grupp med avsikt att koordinera det civila motståndet med det militära vid namn Hjemmefrontens Ledelse. Den militära delen benämndes Milorg.
Termen omfattar både civilt och militärt motstånd inom Norges gränser. Den militär, som stod under ledning av den norska exilregeringen i London och opererade från utanför Norge, benämns Utefronten.
I Oslo finns sedan 1970 Norges Hjemmefrontmuseum.

## Hjemmefrontens Ledelse
Hjemmefrontens Ledelse var ursprungligen en benämning som började användas 1943 och ska ha ha syftat på en koordinerande grupp bestående av personer från motståndsgrupperna Koordinasjonskomitéen och Kretsen.
Vid årsskiftet 1944-1945 blev Hjemmefrontens Ledelse en faktisk ledning bestående av 12 personer. Den 5 maj 1945 fick Hjemmefrontens Ledelse fullmakt att agera på London-regeringens vägnar vid en tysk kapitulation.